# Flat-rated

Schematische Darstellung der Beziehung zwischen Schub und Umgebungstemperatur

Flat-rated ist ein technischer Begriff aus der Luftfahrt. Flat-rated oder flat-rating bezeichnet bei Flugzeugturbinen einen besonderen Bereich der funktionellen linearen Beziehung zwischen dem Triebwerksschub und der Temperatur der umgebenden Luft, in dem sich der Schub nicht mehr mit sinkender Temperatur erhöht. Diese Leistungsbegrenzung stellt sicher, dass die spezifischen Beanspruchungsgrenzen (design limits) einer Turbinenkonstruktion nicht überschritten werden und sich so das Risiko einer Beschädigung minimiert und die Lebensdauer des Triebwerks nicht unnötig verkürzt wird.
Die zwei wesentlichen Faktoren, die die maximale Leistung einer Turbine begrenzen, sind die Verdichtung und die Turbineneintrittstemperatur. Mit sinkender Lufttemperatur erhöht sich der maximal erreichbare Schub, die Leistung einer Turbine wird aber nach oben hin durch die maximal zulässige Verdichtung gekappt. Der Schub wird nicht weiter erhöht, sondern bleibt konstant (flat). In der Regel ist ein Triebwerk so ausgelegt, dass es bis zu einer Temperatur von 29 °C noch den maximalen Standschub abgeben kann. Bei höheren Außentemperaturen greift hingegen die maximal zulässige Turbineneintrittstemperatur als limitierender Faktor.
Um die Triebwerke durch eine möglichst gering gehaltene Verdichtung und Turbineneintrittstemperatur zu schonen, ermitteln die Piloten bei jedem Start anhand der Flugleistungstabellen bzw. mit Hilfe des Bordcomputers die für einen sicheren Take-off ausreichende Triebwerksleistung, welche bei geringer Beladung und niedrigen Temperaturen weit unterhalb des Maximalschubs liegen kann (flexible rating).